# Chiesa di San Francesco (Ozieri)
La chiesa di San Francesco è un luogo di culto situato nell'abitato di Ozieri.

## Storia
L'edificio è ubicato ad ovest del centro storico, nel rione Cuzzolu, annessa al convento di San Francesco dei minori osservanti, fu edificata in gotico-aragonese (di cui resta traccia all'interno) a partire dal 1528, cioè la data del trasferimento dei frati nell'insalubre convento fondato nel 1470 presso la Madonna del Loreto, situato a valle della città.
Sembrerebbe che fino al 1570 la chiesa fosse intitolata ai santi Cosma e Damiano, per poi preferire l'intitolazione attuale a san Francesco, nella costruzione della nuova chiesa i frati dovettero utilizzare la piccola chiesa di San Giorgio (adiacente al convento, di cui oggi restano i ruderi).
La chiesa di San Francesco, fu completata intorno al 1571 e consacrata nel 1575 alla presenza del governatore dello Stato di Oliva, Domenico Giuseppe De Rocca, e dei maggiori notabili del paese
Sul finire del XVIII secolo si ebbe un periodo di crescita per il convento perciò nel 1691 si decide di istituire qui il Seminario regionale per i frati destinati alle missioni.
A seguito di ciò grandi lavori furono eseguiti anche nel 1691 e 1696, tra cui l'altare in legno dipinto di verde e dorato, grazie alla donazione dei nobili Manca de Arca, baroni di Monti
Il fatto è testimoniato anche da una relazione del notaio Giuseppe Arrica datata 1697, completata in quell'anno con l'apposizione della statua dorata di N.S. della Concezione nella nicchia centrale poi, nel 1760-1761 l'altare ligneo fu poi ripreso e completato nelle forme attuali dall'artigiano ozierese Giacomo Camilla.

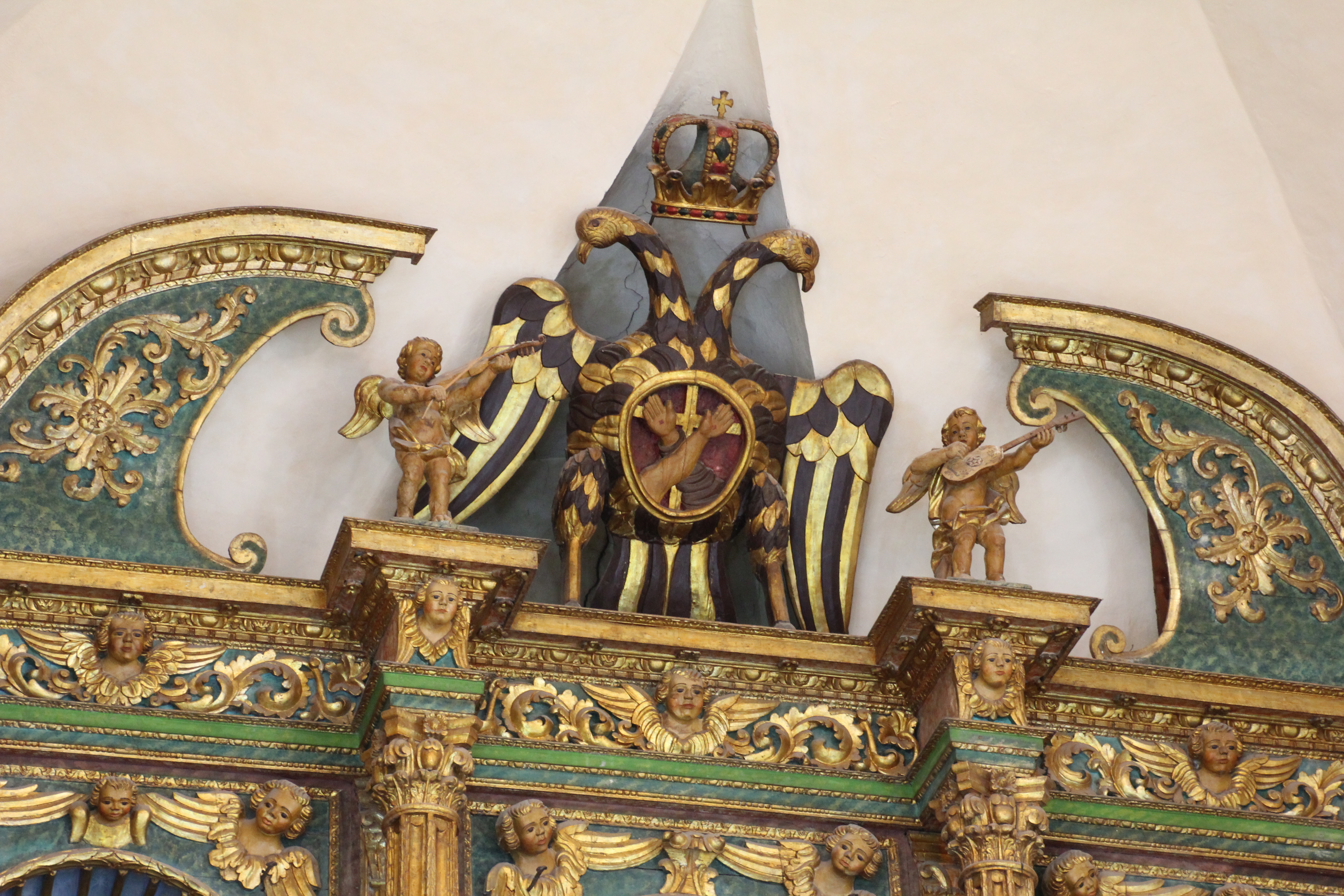

In San Francesco, il 28 marzo 1636, fu fondato il gremio degli artigiani con cappella dedicata a san Giuseppe il Gremio degli artisti, o artigiani che raccoglieva ramari, fabbri, muratori, sarti e calzolai.
Il gremio cambiò poi sede in epoca non precisabile, e così lo troviamo fino al 1837 con sede presso l'antica chiesa di Santa Lucia.
Il convento e la chiesa annessa dei minori osservanti furono requisiti dal Governo sabaudo, a seguito delle leggi liberali del 1855, 1866 e 1867, quindi passati in proprietà al Municipio.
Poco tempo dopo il Municipio colse l'occasione di affittare l'ex convento e la chiesa annessa all'esercito, chiudendo al culto la chiesa a partire dal 1890, gli edifici religiosi ospitarono la caserma Carlo Alberto, occupata da un reparto di fanteria; le adunate e le esercitazioni si svolgevano nella piazza antistante.
Nel 1929 la chiesa risultava ancora adibita a deposito chimico dei militari, gli interventi distruttivi attuati dai militari per adattare la struttura, demolirono molte opere artistiche tra cui molti altari laterali.
Nel frattempo i militari avevano introdotto molte modifiche al complesso: erano stati realizzati alcuni capannoni addossati al fabbricato sia nella piazza "prof. Ivo Calaresu" che sul retrostante spiazzo di via Trento, le stalle dei cavalli erano invece state ottenute chiudendo gli spazi esistenti tra i contrafforti del lato destro della chiesa.
All'interno della chiesa vennero realizzati dei magazzini, demolendo parzialmente i capitelli della navata, forse per consentire l'apposizione di pareti lignee a chiusura della cappelle laterali.
Solo nel 1936 la chiesa fu restituita dai militari, e riaperta al culto.
Il 15 marzo 1967 la chiesa di San Francesco venne elevata a parrocchia dal vescovo ozierese Francesco Cogoni, con parroco don Salvatore Careddu.
Nel 1977-78 furono realizzati importanti lavori di restauro della chiesa, subito dopo vennero avviati i dipinti, con scene della vita di san Francesco, le pareti del cleristorio della navata principale, da parte dell'artista di origine polacca Eugenio Bardski, completati nel 1979.
Nelle cappelle del tempio sono anche conservati due oli su tela del pittore ozierese Giuseppe Altana.

## Architettura
L'impianto primitivo (quello in stile gotico – aragonese) doveva consistere in un'aula lunga spartita in 5 campate scandite da archi sui quali poggiava la copertura lignea a due falde.
Le cappelle laterali ricavate tra i contrafforti e il coro dovettero essere realizzate nel contesto o quasi al primo impianto, e dovevano essere coperte da volte con crociere nervate a sesto acuto, alcune ancora esistento.
Poco ci resta dell'apparato decorativo di questa epoca, un rosoncino murato nella cappella laterale a sinistra dell'abside e una acquasantiera.
La facciata doveva somigliare a quella della chiesa di S. Francesco di Iglesias con un timpano a capanna, rosone centrale e oculi laterali.
Un rimaneggiamento in chiave rinascimentale, avvenuto probabilmente nel corso del XVII secolo, ci restituisce il tempio nelle forme attuali, soprattutto per quanto riguarda il tetto e la facciata.

## Galleria d'immagini

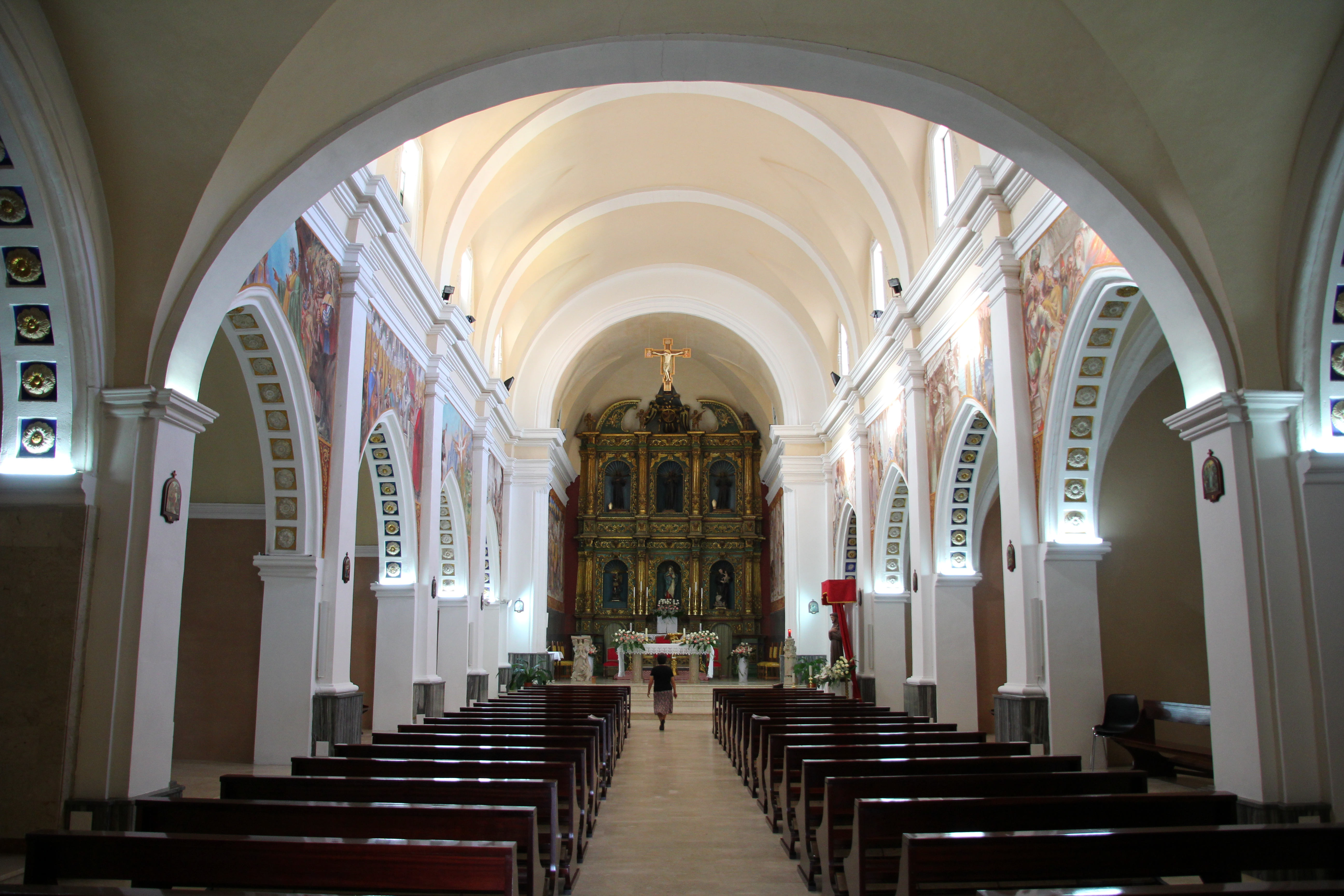
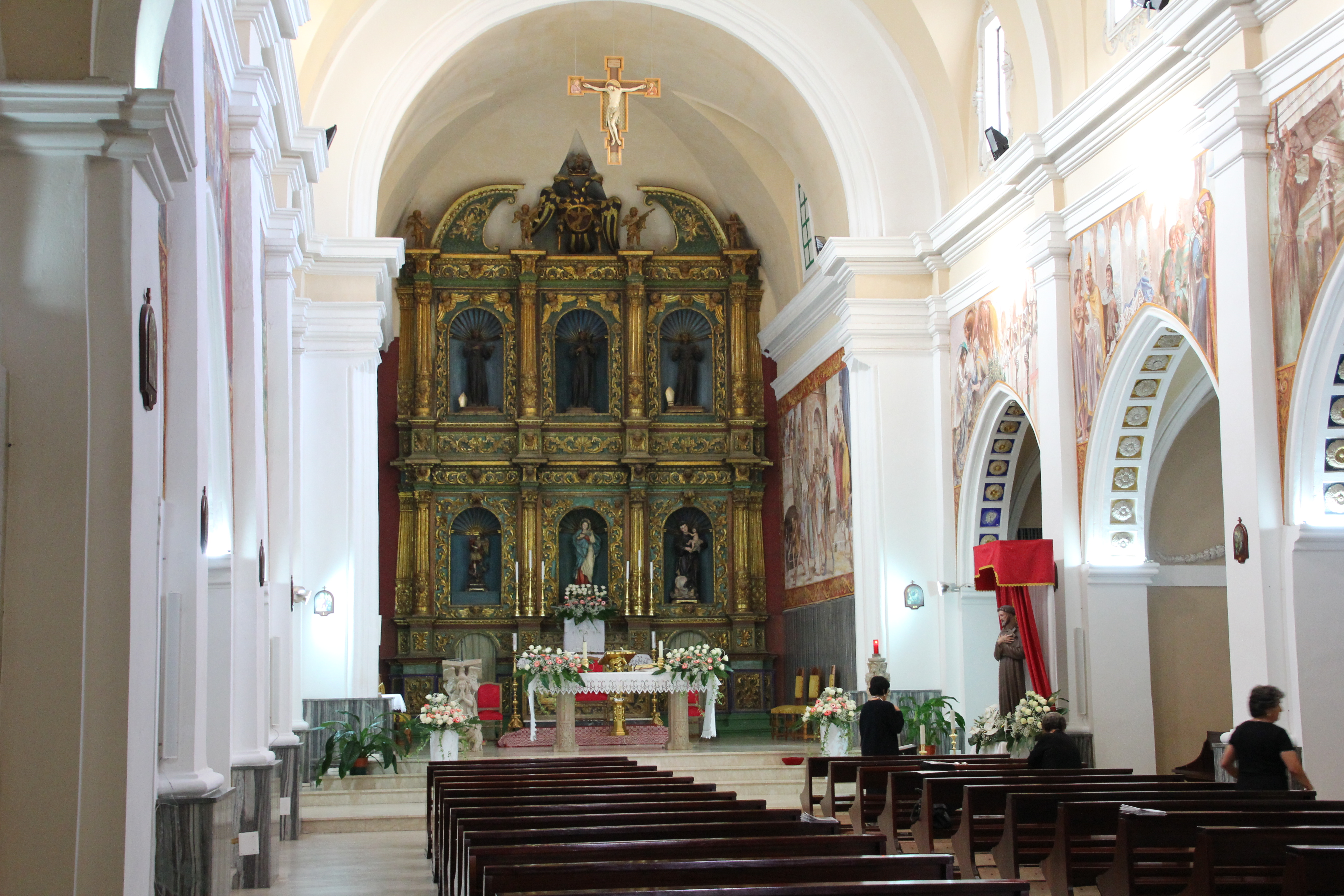
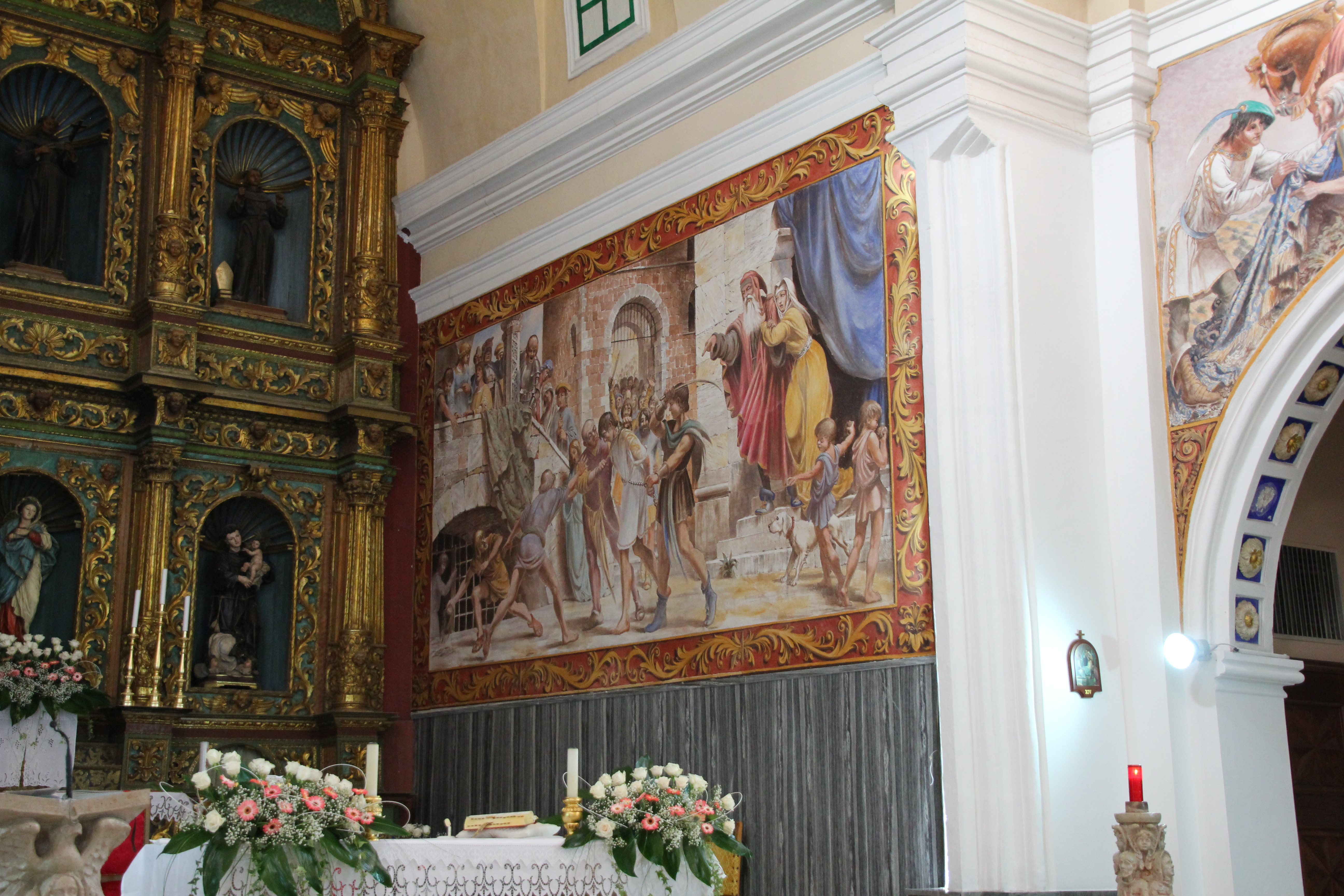
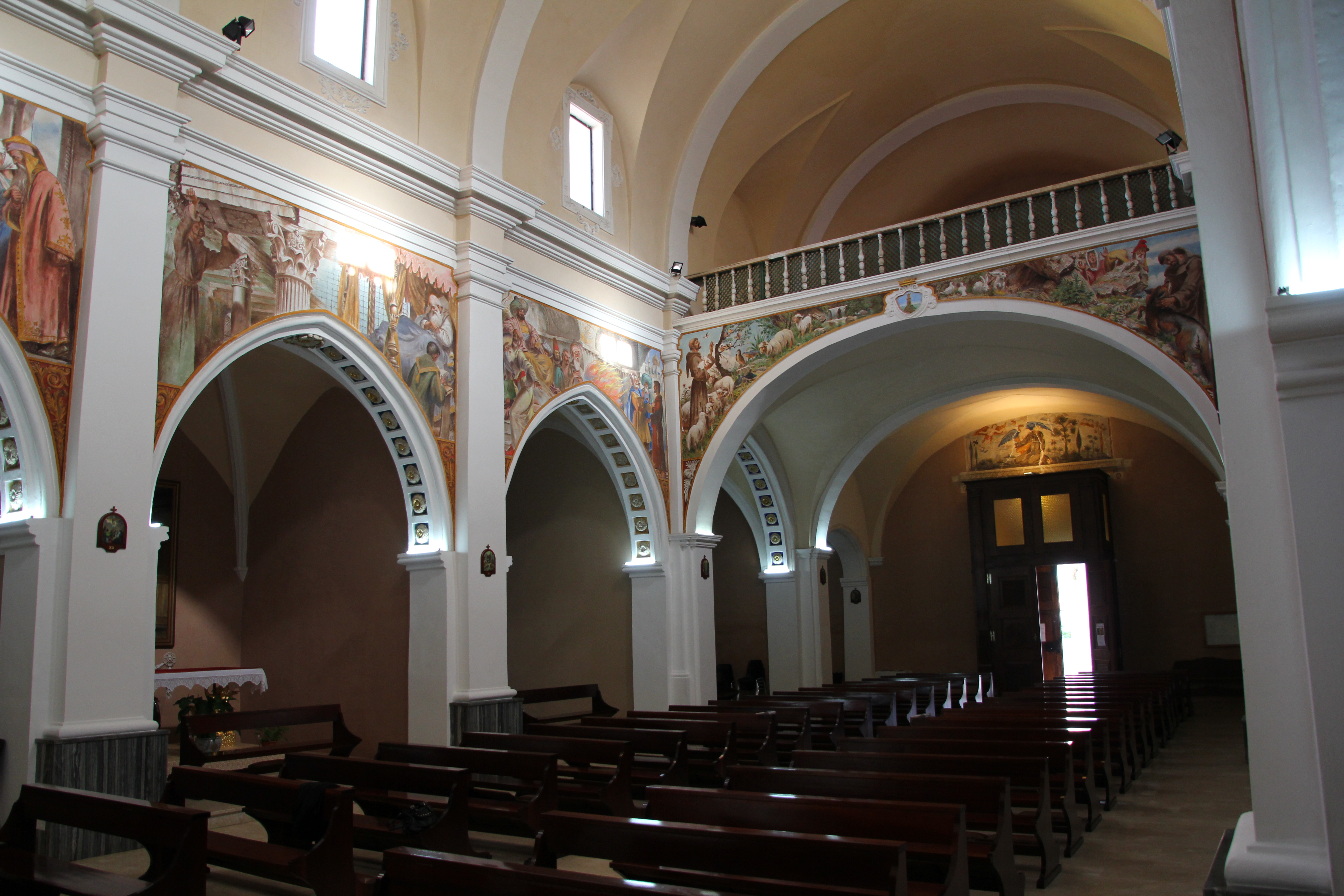